# Nersia viridis
Nersia viridis är en insektsart som först beskrevs av Olivier 1791.  Nersia viridis ingår i släktet Nersia och familjen Dictyopharidae. Inga underarter finns listade i Catalogue of Life.